# Panzer 35(t)
O Panzerkampfwagen 35(t), geralmente abreviado para Panzer 35(t) ou abreviado como Pz.Kpfw. 35(t), era um tanque leve tchecoslovaco, da série de tanques panzer, usado principalmente pela Alemanha Nazista durante a Segunda Guerra Mundial.
A letra (t) representava tschechisch (alemão: "Tcheco"). No serviço da Checoslováquia teve a designação formal Lehký Tank vzor 35, que traduzido para o português significa "Tanque Leve Modelo 1935", mas era comumente referido como o LT vz. 35 ou LT-35.
Foram construindo apenas 434 unidades, dos quais os alemães apreenderam 244 quando eles ocuparam a Boêmia-Morávia em março 1939 e os eslovacos adquiriram 52 quando eles declararam a independência da Tchecoslováquia, ao mesmo tempo.
Outros foram exportados para a Bulgária e Romênia. Serviu a Alemanha durante os primeiros anos da Segunda Guerra Mundial, como a invasão da Polônia, a Batalha da França e a Invasão da União Soviética, antes de serem aposentados ou vendidos em 1942. Foi utilizado pelo resto da guerra por outros países e, como um tanque de treinamento na Bulgária em 1950.